# Micăsasa, Sibiu
Micăsasa, mai demult Micsasa, Micasasă (în dialectul săsesc Fäjendref, în germană Feigendorf, Fegendorf, în maghiară Mikeszásza) este satul de reședință al comunei cu același nume din județul Sibiu, Transilvania, România.

## Date geografice
Localitatea Micăsasa este situată la 50 km de Sibiu, 17 km de Copșa Mică si 27 km de Mediaș. Relieful este deluros (podișul Târnavelor) brăzdat de apele râului Târnava Mare, zonă propice unei agriculturi intensive.

## Clădiri istorice
- Biserica medievală din Micăsasa, sec. al XIII-lea
- Castelul Brukenthal, sec. al XVIII-lea

## Personalități
- Ștefan Neagoe (1838-1897), profesor român, numit, prin decret al Domnitorului Alexandru Ioan Cuza, profesor al Gimnaziului din Focșani
- István Asztalos (1906-1960), scriitor
- Ioan Vinți (1915-1987), medic, profesor universitar[2]